# Florencio Varela (Buenos Aires)
Florencio Varela est une ville de la province de Buenos Aires en Argentine. Elle fait partie du Grand Buenos Aires.

## Histoire
La ville abrite le club de football du Club Social y Deportivo Defensa y Justicia, évoluant en première division.

## Personnalités
- Meta Guacha, groupe de cumbia villera originbaire de Florencio Varela.

## Édifices remarquables
On y trouve le sanctuaire catholique Nuevo Schoenstatt, ou « sanctuaire du Père », rattaché au Mouvement de Schoenstatt, que l’Église catholique reconnaît comme sanctuaire national depuis 1977, et qui est l’une des attractions de la ville.